# 萬寶成
萬寶成（1873年—1943年），甘肅省會寧縣人，清朝政治人物、同進士出身。
光緒三十年（1904年）甲辰恩科會試第275名；殿試登進士三甲第164名，获选前往日本早稻田大學學習法律。光緒三十四年（1908年）回國，擔任戶部主事。民國初期，擔任山西定襄縣知事。民國二年（1913年），當選為第一屆國會參議院議員。